# Paranomoderus
Paranomoderus is een kevergeslacht uit de familie van de boktorren (Cerambycidae). De wetenschappelijke naam van het geslacht werd voor het eerst geldig gepubliceerd in 1954 door Breuning.

## Soorten
Paranomoderus is monotypisch en omvat slechts de volgende soort:
- Paranomoderus perroti Breuning, 1954